# Wohnparkkirche Alt-Erlaa

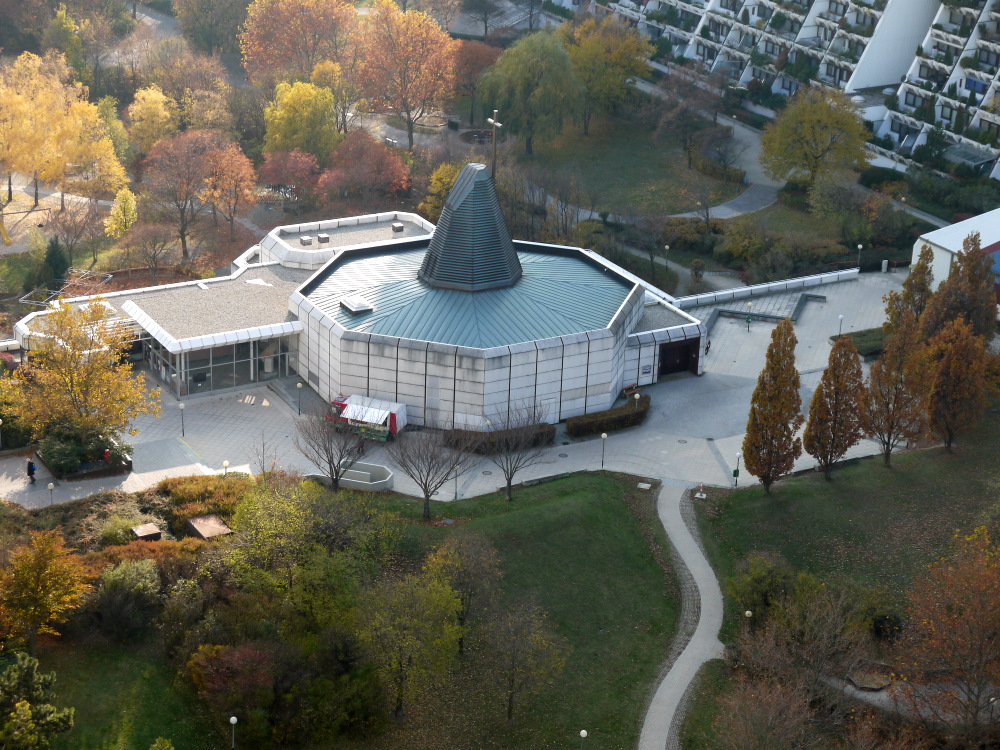
Wohnparkkirche

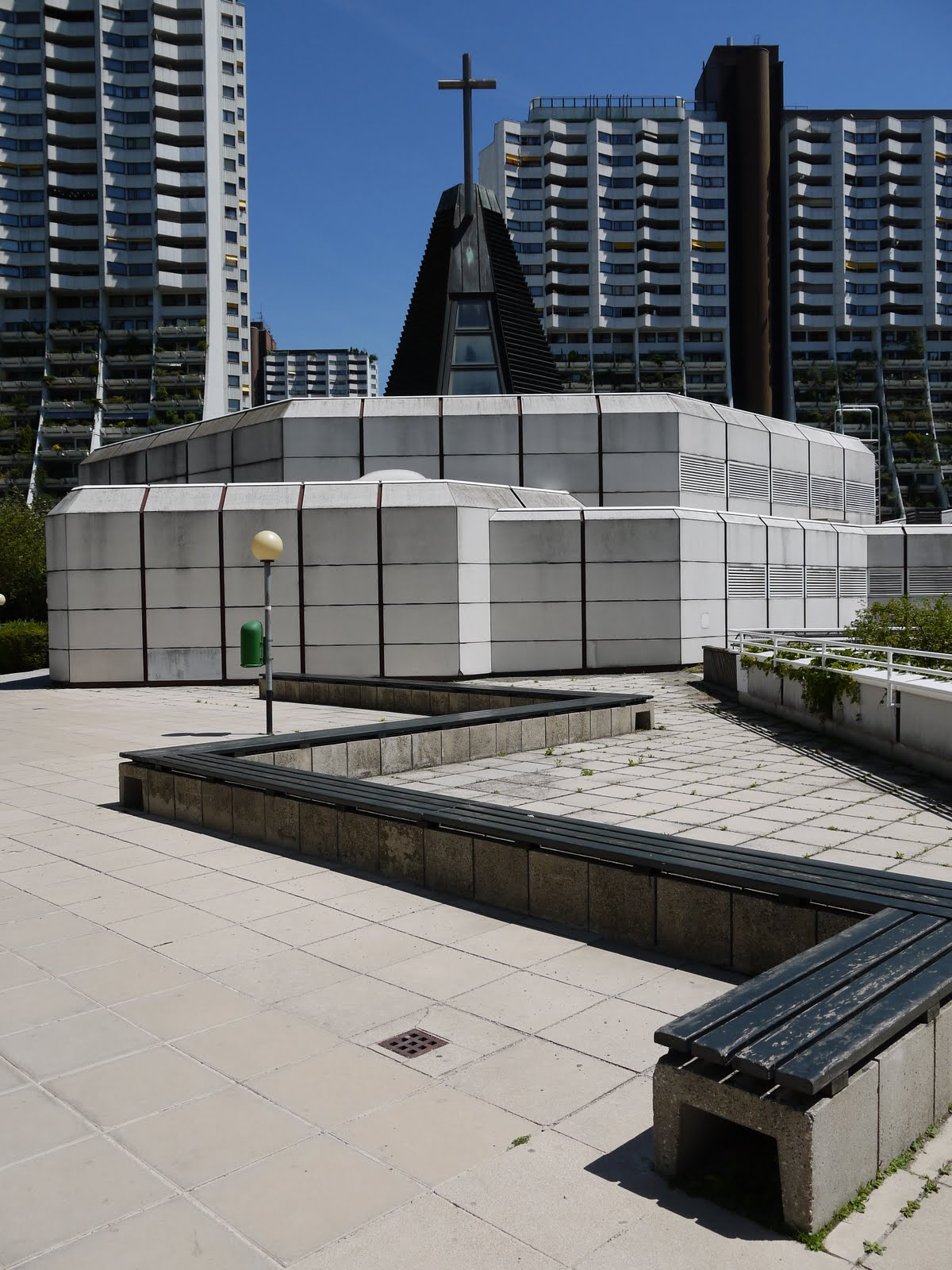
Westansicht der Kirche

Die Wohnparkkirche Maria Mutter der Kirche ist eine römisch-katholische Filialkirche der Pfarre Hl. Johannes XXIII. im Stadtteil Atzgersdorf im 23. Wiener Gemeindebezirk Liesing. Die Kirche liegt im Wohnpark Alt-Erlaa an der Anton-Baumgartner-Straße 44.
Von 1989 bis Ende März 2023 war sie Pfarrkirche der Pfarre Wohnpark Alterlaa.

## Geschichte
Die katholische Gemeinde im Wohnpark Alt-Erlaa bildete sich „von unten“, die ersten Messen wurden bereits im Februar 1978 in Clubräumen Alterlaas gefeiert.
Die Kirche wurde in den Jahren 1983 bis 1984, als die Wohngebäude des Wohnparks bereits fertiggestellt waren, nach den Plänen des Architekten Thomas Reinthaller, der auch an der Planung der Wohngebäude beteiligt war, errichtet.
Am 10. September 1983 wurde die Wohnparkkirche von Erzbischofkoadjutor Dr. Franz Jachym „Zum Gedächtnis an Maria, die Mutter der Kirche und an den Friedenspapst Johannes XXIII.“ eingeweiht. Sie wurde zunächst Filialkirche der Pfarre Inzersdorf-Neustift.
1989 wurde sie schließlich zur Pfarrkirche im Stadtdekanat 23 erhoben. Die Pfarre Wohnpark Alterlaa bestand bis Mai 2023 und wurde anschließend eine Teilgemeinde der Pfarre Hl. Johannes XXIII.

## Architektur
Die Wohnparkkirche im Park zwischen den Wohnblöcken B und C ist baulich südlich mit einem städtischen Kindergarten verbunden. 
Die Wohnparkkirche hat die Form eines Oktogons, das besonders im Frühmittelalter bei Kirchengebäuden beliebt war. Der Innenraum ist mit Holz verkleidet. Der oktogonale Tabernakel und der Ambo sind von Günther Kraus, ein Kruzifix aus Holz von Oskar Höfinger. Die Marienikone ist aus dem 18. Jahrhundert.